# Palais Bombardieri
Le palais Bombardieri (en italien : Palazzo Bombardieri), est un bâtiment historique situé dans la commune de Rosignano Marittimo, dans la province de Livourne en Toscane.
Depuis 1955, il abrite le musée archéologique civique de Rosignano Marittimo.

## Historique
Le palais, dont le nom dérive d'une riche famille de propriétaires terriens locaux qui en devinrent propriétaires au cours du XVIIIe siècle, est d'origine du XVIe siècle, lorsque, comme c'est le cas pour de nombreux autres bâtiments du château de Rosignano Marittimo, une série de bâtiments près des maisons existantes, d'origine probablement bas-médiévale, elle a été fusionnée pour constituer une résidence de type urbain. 
La tour circulaire massive construite par Cosme II de Médicis pour renforcer les fortifications du château exposé aux incursions des pirates peut être datée de la même époque. Les rénovations et les agrandissements se succèdent au fil des siècles.
Devenu édifice public au XIXe siècle, il est le siège du vicariat et du tribunal. Sa structure actuelle est le résultat d'une restauration réalisée vers 1900 dans le cadre du plus vaste plan de récupération sociale et urbaine du château de Rosignano Marittimo. La conception des différentes pièces des différents étages et le résultat formel obtenu dans la nouvelle élévation sont caractéristiques du nouvel art de la Renaissance, où la disposition des portes et des fenêtres suivait des critères de symétrie et de proportionnalité. La porte d'entrée située au centre du bâtiment, avec son cadre gris de pietra serena, signale l'axe imaginaire qui sépare les ouvertures situées aux étages supérieurs, également encadrées de montants et d'architrave en pietra serena. Au rez-de-chaussée, le plus important, la hauteur du volume intérieur est plus grande et les pièces reçoivent la lumière et l'air des sept fenêtres rectangulaires, tandis qu'à l'étage supérieur leur hauteur est réduite au tiers. Au rez-de-chaussée, les prisons du XVIe siècle, utilisées jusque dans les années 1920, peuvent encore être visitées.

## Galerie

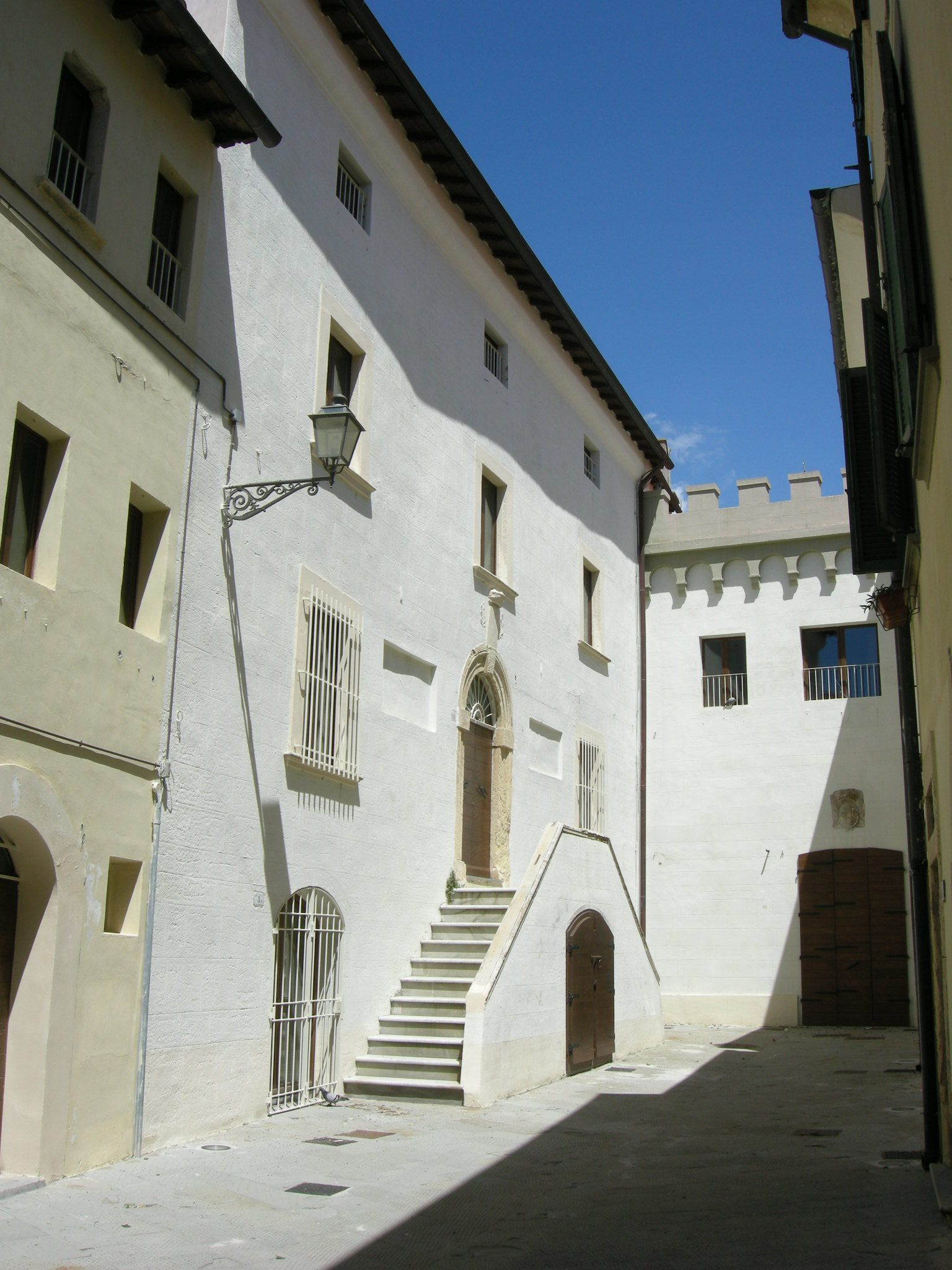
La cour intérieure.
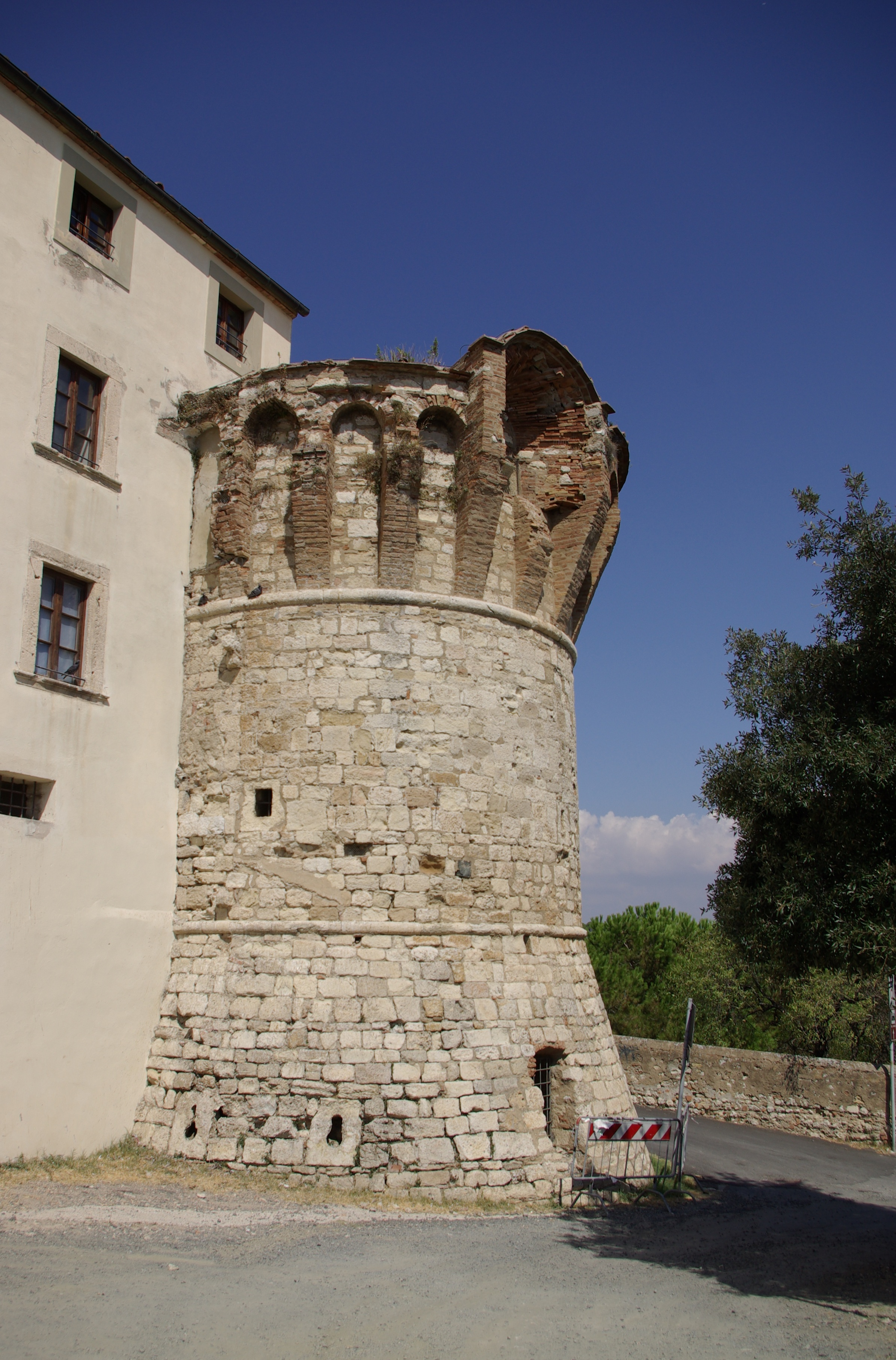
La tour circulaire.